# Amalo
Amalo (* um 530; † 589) war ein burgundischer Adliger und unter der Herrschaft der Merowinger Dux des Pagus Attoriensis im Gebiet um Dijon.

## Herkunft und Familie
Amalos Familie gehörte dem Volk der Burgunden an, wie die Bildung seines Personennamens aus dem ostgermanischen Amal-Stamm nahelegt, und gelangte im Rahmen der burgundischen Herrschaftsausweitung unter König Gundobad in die Region der Saône-Ebene. Die Schlacht von Autun im Jahr 532 beendete zwar die burgundische Selbstständigkeit, aber die Familie blieb auch unter fränkischer Herrschaft im Gebiet zwischen Dijon und Besançon begütert und einflussreich.
Amalo hatte mindestens einen Sohn, der aber in den zeitgenössischen Quellen keine Erwähnung findet; ungesichert bleibt daher, ob dieser dem Vater im Amt des Attoarierherzogs nachfolgte. 
Amalos Enkel Amalgar wiederum ist als Dux des Pagus Attoriensis, insbesondere durch die Chronik des Fredegar und merowingische Urkunden, gut bezeugt und zählte zu den einflussreichsten Großen des Frankenreiches seiner Zeit. 
Unter Eticho, Amalos Ururenkel und Stammvater des Herzogsgeschlechts der Etichonen, gelangte die Adelsfamilie schließlich zur Mitte des 7. Jahrhunderts in den erblichen Besitz des Elsass. Die Ettichonen zählen auch zu den Ahnen der Habsburger, was Amalo zu deren ältesten Stammherren macht.

## Darstellung bei Gregor von Tours
Amalo gehört zu den wenigen Herzögen unter den frühen Merowingerherrschern, hier Chlothar I., deren Existenz durch zeitgenössische Quellen gesichert ist – insbesondere in den Zehn Bücher Geschichten des Bischofs und Geschichtschreibers Gregor von Tours findet Amalo mehrfach Erwähnung.
So berichtet Gregor, dass der Attoarierdux neben einer Wohnung (mansio)  noch mindestens ein Landgut (villa), wohl bei Autun, besaß, das nach den Gepflogenheiten der damaligen Zeit wahrscheinlich von seiner Frau bewirtschaftet wurde.
Die Beschreibung des Herzogs fällt bei Gregor von Tours durchweg negativ aus – so charakterisiert der Geschichtsschreiber Amalo als gewalttätigen Trunkenbold und Wüstling, der auch vor der versuchten Vergewaltigung einer jungen Frau nicht zurückschreckte. Dementsprechend gewaltsam schildert Gregor auch den Tod Amalos:
Als Dux Amalo seine Ehefrau auf ein anderes Landgut geschickt hatte, um sich dort um die Wirtschaft zu kümmern, entflammte er für ein junges Mädchen seines Standes. Und als er in der Nacht von Wein trunken war, schickte er Dienstboten, das Mädchen zu entführen und in sein Bett zu schaffen. Sie sträubte sich und wurde gewaltsam in sein Haus entführt, wobei sie sie ins Gesicht schlugen, so dass die Nase blutete und das Blut sie bedeckte, weshalb auch das Bett des Herzogs dann damit befleckt wurde. Auch er gab ihr Faustschläge, Ohrfeigen und anderes, schloss sie dann in seine Arme und wurde darauf vom Schlaf überwältigt. Sie aber streckte ihre Hand nach oberhalb des Kopfes des Mannes aus, und ergriff sein Schwert. Sie zog es aus der Scheide, und schlug damit seinen Kopf mannhaft wie Judith den des Holofernes. Er gab einen Schrei von sich, worauf die Dienerschaft zusammenlief. Als sie sie aber töten wollten, rief er: „Ich bitte euch, tötet sie nicht. Ich habe gesündigt, der ich der Keuschheit Gewalt antun wollte…“ Als er dies sprach, hauchte er seinen Geist aus. Das Mädchen flüchtet rund fünfzig Kilometer weit in eine Kirche, wirft sich dem König zu Füßen und klagt ihm ihr Leid. Er stellt sie unter seinen Schutz. Wir haben erfahren, dass durch Gottes Beistand die Keuschheit des Mädchens in keiner Weise von ihrem wilden Entführer verletzt worden ist.